# Amstrad CPC
Amstrad CPC foi uma série computadores pessoais de 8 bits produzidos pela Amstrad durante a década de 1980 e início de 1990. CPC significa Colour Personal Computer ("Computador Colorido Pessoal"), embora fosse possível comprar um CPC com monitor de fósforo verde (GT65/66), ou com o monitor colorido padrão (CTM640). 
A primeira máquina, o CPC 464, lançada em 1984, foi concebida como um concorrente direto para os Commodore 64 e Sinclair ZX Spectrum. Vendido como um "sistema completo" o CPC 464 era acompanhado de monitor de vídeo e deck de cassete. O CPC 664 com drive de disquete chegou logo, no início de 1985, para ser substituído naquele mesmo ano pelo CPC 6128. Em 1990, a Amstrad lançou os CPC 464 e 6128 Plus apresentando um hardware otimizado. 
A série CPC original foi bem sucedida, especialmente na Europa, com mais de três milhões de unidades vendidas. O motivo desse sucesso foi pelo preço bem barato e seu curioso conceito comercial: todos os periféricos eram vendidos juntos. Na sequência deste sucesso, a Amstrad lançou a linha de processadores de texto Amstrad PCW, que também foi um grande sucesso, com oito milhões de unidades vendidas. Variantes e clones do CPC também foram lançadas na Alemanha. No entanto, a série Plus não conseguiu conquistar uma fatia do mercado, tendo de competir com os concorrentes tecnologicamente mais avançados Commodore Amiga e Atari ST, de 16 bits.

## Galeria

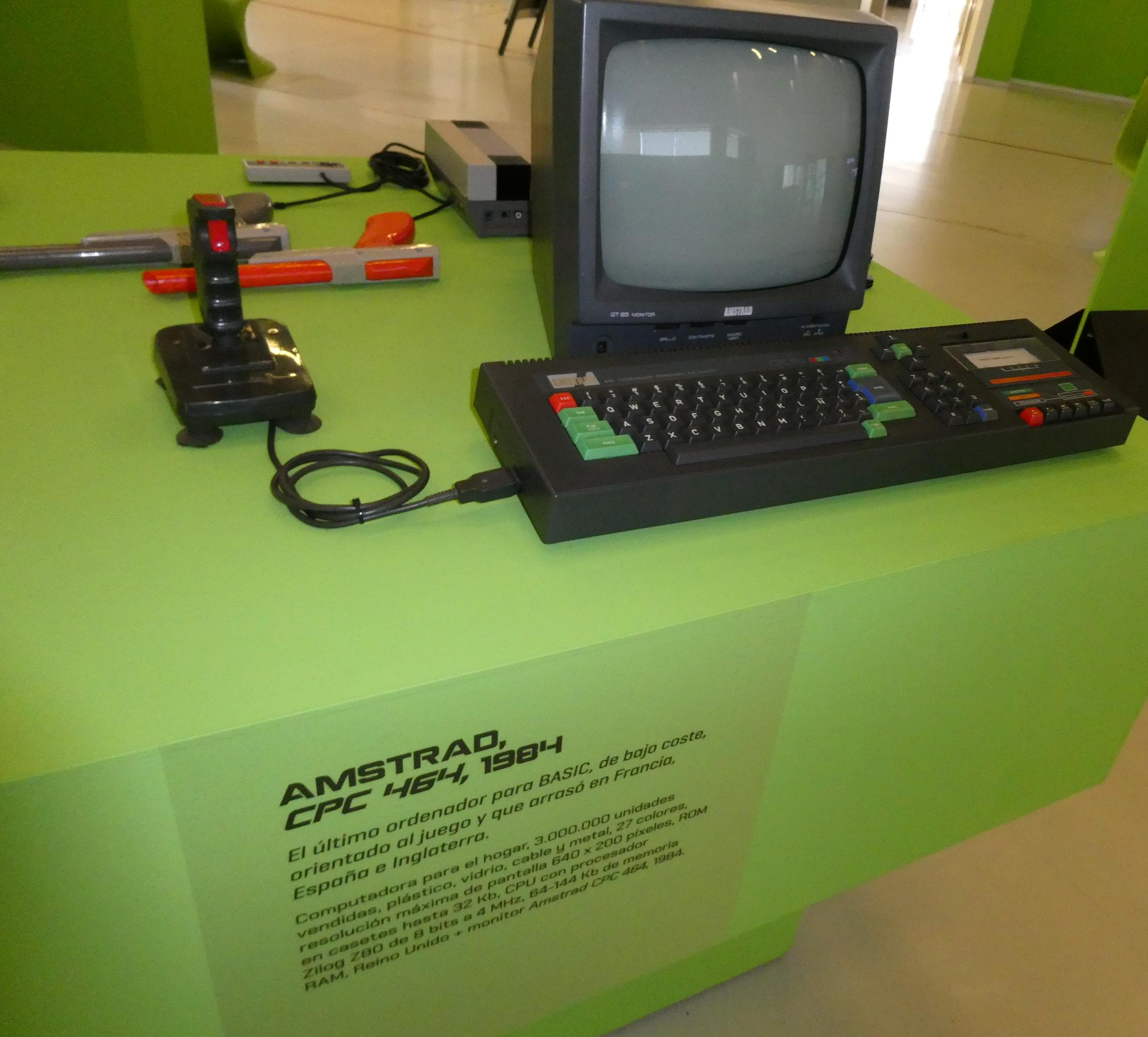
Amstrad CPC (1984)